# Progress MS-4
Progress MS-4 (ryska: Прогресс МС-4) eller som NASA kallade den, Progress 65 eller 65P, var en rysk obemannad rymdfarkost som skulle leverera förnödenheter, syre, vatten och bränsle till Internationella rymdstationen (ISS). Uppskjutningen gjordes med en Sojuz-U-raket den 1 december 2016, från Kosmodromen i Bajkonur.
382 sekunder efter starten tappade man kontakten med farkosten. Farkosten och dess raket befann sig på 190 kilometers höjd och beräknas ha brunnit upp i jordens atmosfären över den ryska delrepubliken Tuva.

## Utredning
Enligt en första analys av data insamlad under uppskjutningen, ska Progress farkosten ha separerat från sin bärraketen drygt två minuter före den planerade separationen. Då raketen fortfarande var aktiv lede separationen till en kollision mellan de båda farkosterna.